# Hoffrichter
Hoffrichter ist ein deutscher Familienname.

## Herkunft und Bedeutung
Hoffrichter ist ein Berufsname und bezieht sich auf den Hofrichter.

## Namensträger
- Andreas Hoffrichter († 1541), deutscher reformatorischer Theologe
- Jan Hoffrichter (* 1980), deutscher Faustballer